# Omega-6 masna kiselina
n−6 masne kiseline (ω−6 masne kiseline, omega-6 masne kiseline) su familija nezasićenih masnih kiselina koja ima zajedničku terminalnu ugljenik–ugljenik dvostruku vezu u n−6 poziciji, koja je šesta veza sa metil kraja.
Biološki efekti n−6 masnih kiselina su uglavnom posredovani njihovom konverzijom u n-6 eikozanoide, koji se vezuju za niz receptora u telu. Konverzija tkivne arahidonske kiseline (20:4n-6) do n-6 prostaglandinskih i n-6 leukotrienskih hormona pruža mnoštvo bioloških meta za farmaceutski razvoj lekova. Cilj tih istraživanja je umanjenje ekcesivnog n-6 dejstva u aterosklerozi, astmi, artritisu, vaskularnim oboljenjima, trombozi, imuno-inflamatornim procesima, i proliferaciji tumora. Konkurentne interakcije sa n−3 masnim kiselinama utiču na relativno skladištenje, mobilizaciju, konverziju i dejstvo n-3 i n-6 eikozanoidnih prekurzora.

## Ključne−6 masne kiseline
Linoleinska kiselina (18:2, n−6), najkraća n−6 masna kiselina, je esencijalna masna kiselina. Arahidonska kiselina (20:4) je fiziološki značajna n−6 masna kiselina i prekurzor prostaglandina i drugih fiziološki aktivnih molekula.

## Negativni zdravstveni efekti
Neka medicinska istraživanja sugerišu da ekscesivni nivoi pojedinih n−6 masnih kiselina, relativno to pojedine n−3 (omega-3) masne kiseline, mogu da povise verovatnoću pojave više bolesti.
Moderna zapadna ishrana tipični ima odnos n−6 ka n−3 veći od 10 na 1, nekad i do 30 na 1. Smatra se da je optimalni odnos 4 na 1 ili manje.

## Prehrambeni izvori
Četiri glavna prehrambena ulja (od palme, soje, uljane repice, i suncokreta) se proizvode u količini većoj od 100 miliona metričkih tona godišnje, što daje više od 32 miliona metričkih tona n-6 linoleinske kiseline i 4 miliona metričkih tona n-3 alfa-linoleninske kiseline.
Prehrambeni izvori n−6 masnih kiselina su:
- živina
- jaja
- avokado
- Orašasti plodovi
- žitarice
- hleb od celog zrna
- većina biljnih ulja
- ulje noćurka

## Lista−6 masnih kiselina
| Uobičajeno ime                  | Lipidno ime | Hemijsko ime                                         |
| ------------------------------- | ----------- | ---------------------------------------------------- |
| Linoleinska kiselina ()         | 18:2 (−6)   | sve-cis-9,12-oktadekadienoinska kiselina             |
| Gama-linolna kiselina ()        | 18:3 (−6)   | sve-cis-6,9,12-oktadekatrienoinska kiselina          |
| Kalendinska kiselina            | 18:3 (n−6)  | 8E,10E,12Z-oktadekatrienoinska kiselina              |
| Eikozadienoinska kiselina       | 20:2 (−6)   | sve-cis-11,14-eikozadienoinska kiselina              |
| Dihomo-gama-linolna kiselina () | 20:3 (−6)   | sve-cis-8,11,14-eikozatrienoinska kiselina           |
| Arahidonska kiselina (AA)       | 20:4 (−6)   | sve-cis-5,8,11,14-eikozatetraenoinska kiselina       |
| Dokozadienoinska kiselina       | 22:2 (−6)   | sve-cis-13,16-dokozadienoinska kiselina              |
| Adreninska kiselina             | 22:4 (−6)   | sve-cis-7,10,13,16-dokozatetraenoinska kiselina      |
| Dokozapentaenoinska kiselina    | 22:5 (−6)   | sve-cis-4,7,10,13,16-dokozapentaenoinska kiselina    |
| Tetrakozatetraenoinska kiselina | 24:4 (-6)   | sve-cis-9,12,15,18-tetrakozatetraenoinska kiselina   |
| Tetrakozapentaenoinska kiselina | 24:5 (-6)   | sve-cis-6,9,12,15,18-tetrakozapentaenoinska kiselina |

## Literatura
- Chow, Ching Kuang (2001). Fatty Acids in Foods and Their Health Implications. New York: Routledge Publishing.
- Tokar, Steve (2. 9. 2005). „Omega-6 fatty acids cause prostate tumor cell growth in culture”. Medical News Today. MediLexicon International. Архивирано из оригинала 11. 04. 2008. г. Приступљено 23. 3. 2008.
- „Brain fatty acid levels linked to depression”. News-Medical.Net. AZoNetwork. 25. 5. 2005. Приступљено 23. 3. 2008.
- Tribole, E.F. (27. 3. 2006). „Excess Omega-6 Fats Thwart Health Benefits from Omega-3 Fats”. British Medical Journal Rapid Responses to Hooper, et al., 2006. Архивирано из оригинала 14. 3. 2008. г. Приступљено 23. 3. 2008.

## Spoljašnje veze
- Masnoća koja leči